# Mwagna Nationalpark
Mwagna Nationalpark (også Mwangné Nationalpark, fransk: Parc national de Mwagna) er en nationalpark i provinsen Ogooué-Ivindo i Gabon. Den har et areal på 1.160 km².